# Gideon Fontell
August Gideon Fontell, född 11 juni 1854 i Kristinestad, död 16 augusti 1938 i Helsingfors, var en finländsk historiker och statistiker.
Fontell blev student 1872, försvarade 1883 avhandlingen Finska och svenska rätten och blev 1886 filosofie doktor. Efter att ha varit amanuens (1878) och aktuarie (1883) vid statsarkivet var han 1885–1911 förste aktuarie vid Finlands statistiska centralbyrå. Han verkställde på offentligt uppdrag statistiska och ekonomiska utredningar samt utgav bland annat "Finlands sölfskatts-register 1571" (1892), "Åbo akademis äldre protokoll" (I–II, omfattande tiden 1640–64), andra upplagan av Karl Ferdinand Ignatius "Statistisk handbok för Finland" (1890) samt författade för Nordisk familjeboks första och andra upplagor en mängd artiklar rörande Finland, huvudsakligen av statistiskt och topografiskt innehåll. 